# Бенкрофт (Айова)
Бенкрофт (англ. Bancroft) — місто (англ. city) в США, в окрузі Кошут штату Айова. Населення — 699 осіб (2020).

## Географія
Бенкрофт розташований за координатами 43°17′33″ пн. ш. 94°13′3″ зх. д. / 43.29250° пн. ш. 94.21750° зх. д. (43.292620, -94.217367).  За даними Бюро перепису населення США в 2010 році місто мало площу 1,43 км², уся площа — суходіл.

## Демографія
Згідно з переписом 2010 року, у місті мешкали 732 особи в 311 домогосподарстві у складі 189 родин. Густота населення становила 514 особи/км².  Було 360 помешкань (253/км²).
Расовий склад населення:
| - 98,8 % — білих - 0,3 % — корінних американців - 0,1 % — чорних або афроамериканців |

До двох чи більше рас належало 0,7 %. Частка іспаномовних становила 0,3 % від усіх жителів.
За віковим діапазоном населення розподілялося таким чином: 25,5 % — особи молодші 18 років, 49,0 % — особи у віці 18—64 років, 25,5 % — особи у віці 65 років та старші. Медіана віку мешканця становила 44,9 року. На 100 осіб жіночої статі у місті припадало 101,7 чоловіків;  на 100 жінок у віці від 18 років та старших — 91,2 чоловіків також старших 18 років.
Середній дохід на одне домашнє господарство  становив 51 612 долари США (медіана — 44 375), а середній дохід на одну сім'ю — 63 600 доларів (медіана — 57 813). За межею бідності перебувало 12,0 % осіб, у тому числі 14,2 % дітей у віці до 18 років та 7,1 % осіб у віці 65 років та старших.
Цивільне працевлаштоване населення становило 329 осіб. Основні галузі зайнятості: роздрібна торгівля — 20,4 %, виробництво — 19,1 %, освіта, охорона здоров'я та соціальна допомога — 15,2 %, сільське господарство, лісництво, риболовля — 13,7 %.